# Индеец в шкафу (фильм)
«Индеец в шкафу» (англ. The Indian In The Cupboard) — семейный приключенческий фильм режиссёра Фрэнка Оза.

## Сюжет
Фильм снят по повести Линн Рид Бэнкс «Индеец на ладони». На день рождения школьнику по имени Омри его брат подарил небольшой шкафчик без ключа, найденный где-то на улице. Мама Омри, у которой была целая коллекция ключей, подарила подходящий ключик, и мальчик запер в шкафчике пластмассовую фигурку индейца. Каково же было удивление мальчика, когда он услышал, будто кто-то пытается выбраться из шкафа. Волшебным образом фигурки, помещенные в шкаф, становились живыми и чувствующими людьми, только очень маленькими. Таким образом в доме Омри появился настоящий индеец-ирокез по имени Маленький Медведь, перенесенный из 1761 года.

## В ролях
| Актёр             | Роль                     |
| ----------------- | ------------------------ |
| Хал Скардино      | Омри                     |
| Гэри Пол Дэвис    | индеец Маленький Медведь |
| Дэвид Кит         | Бун                      |
| Линдсей Краус     | Джейн                    |
| Ричард Дженкинс   | Виктор                   |
| Риши Бхат         | Патрик                   |
| Стив Куган        | Томми Аткинс             |
| Сакина Джаффри    | Люси                     |
| Винсент Картайзер | Джиллон                  |
| Нестор Серрано    | Учитель                  |
| Майкл Пападжон    | Кардассианец             |

## Кассовые сборы и критика
За первые четыре дня проката в Северной Америке фильм занял шестое место по сборам, заработав чуть более $7 млн. Общая сумма кассовых сборов составила $ 35,656,131. Фильм получил в основном положительные отзывы критиков. На сайте Rotten Tomatoes рейтинг картины составил 74 %, а средняя оценка — 6,4 баллов из 10 на основе 23 обзоров.